# Onze-Lieve-Vrouwekerk (Oudenaarde)
De Onze-Lieve-Vrouwekerk van Pamele of Onze-Lieve-Vrouw Geboortekerk is een kerk in de Belgische stad Oudenaarde. De kerk staat aan de rechteroever van de Schelde, in het stadsdeel Pamele. Ze werd tussen 1234 o.s. (1235 n.s.) en 1300 opgetrokken.
De Heer van Oudenaarde en Pamele, Arnulf IV, was de bouwheer die de Onze-Lieve-Vrouwekerk van Pamele liet optrekken. Een in die tijd zeer ongebruikelijke plaat op de gevel geeft aan dat Arnulf van Binche de bouwmeester was. 
De kerk was veel rijker dan de oude Sint-Walburgakerk van Oudenaarde. In deze kerk werd de buitenechtelijke dochter van keizer Karel V en Johanna van der Gheynst gedoopt. Ze werd Margaretha genoemd en werd later als Margaretha van Parma landvoogdes van de Nederlanden.
Het bouwwerk geldt als typevoorbeeld van Scheldegotiek; exemplarisch zijn onder meer de nog zeer romaans aandoende vensters en kooromgang, terwijl de zuilengalerij boven het middenschip al duidelijk gotische kenmerken vertoont. Zeer kunstig zijn ook de hoektorentjes van deze dertiende-eeuwse kerk.
Het kerkgebouw is instabiel en dat heeft te maken met de drassige grond rond en onder haar funderingen. De Schelde vloeit amper een paar meter van haar noordwestelijke gevel. Vooral aan de binnenkant van het transept en het priesterkoor is de verzakking duidelijk te zien. Monumentenzorg van de provincie Oost-Vlaanderen controleert de stabiliteit regelmatig.

Buiten en binnenzicht
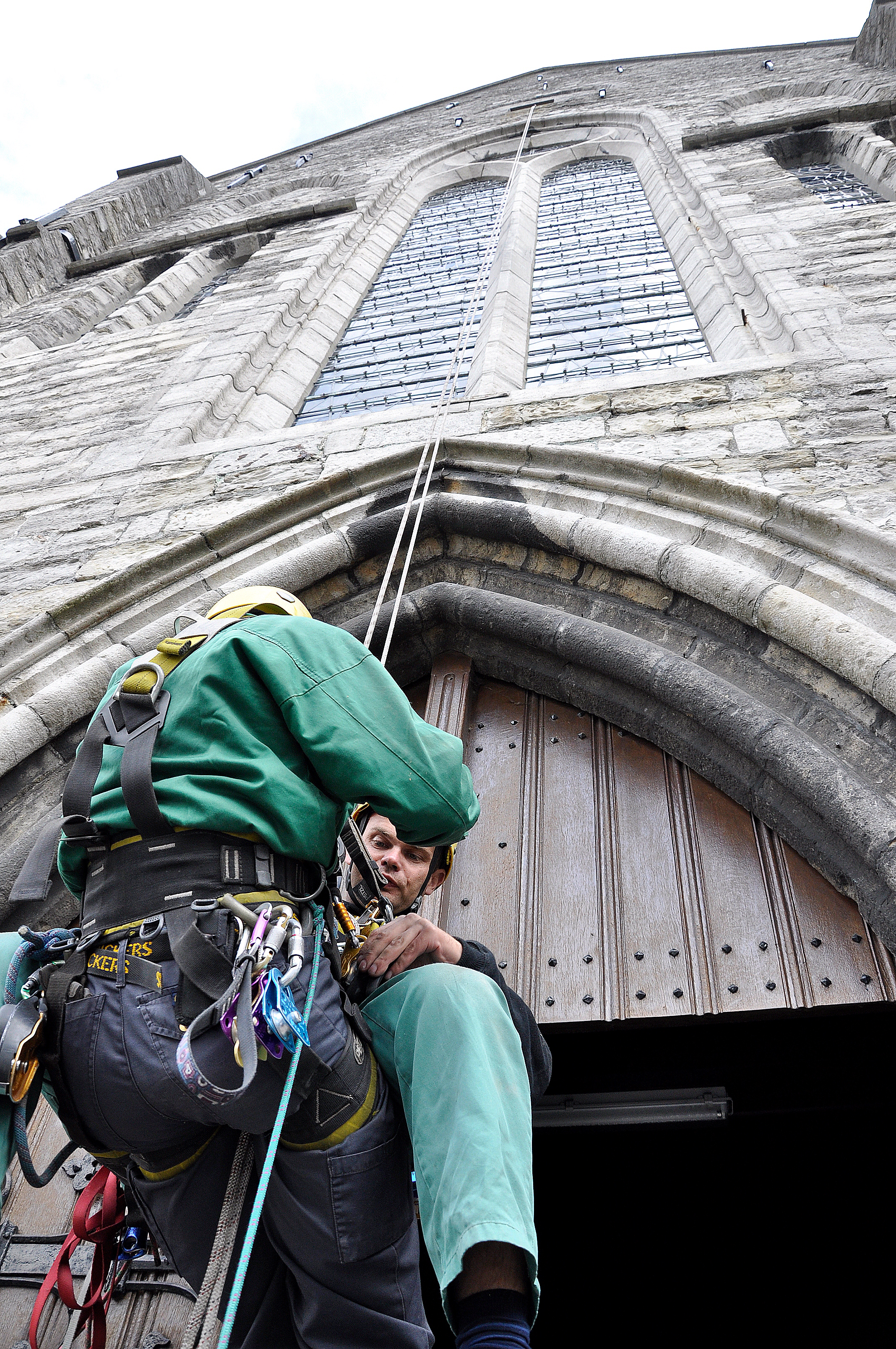
Monumentenzorg aan het werk te Pamele
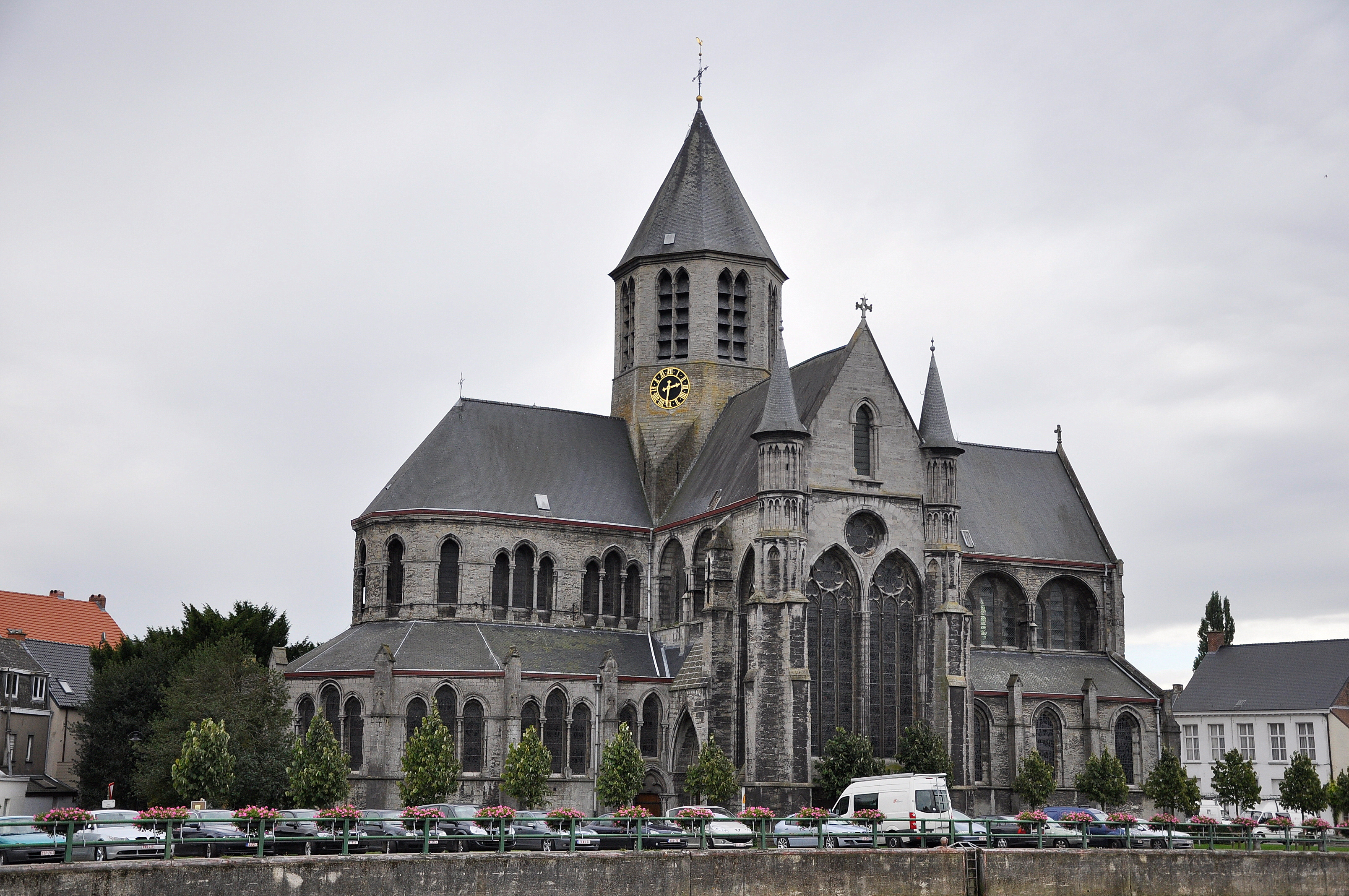
De kerk vanaf het noordwesten
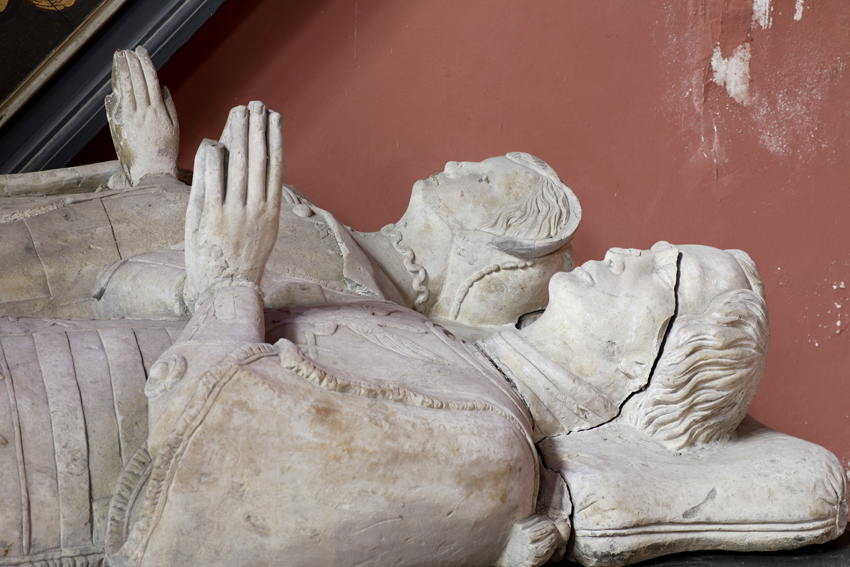
Beschadigd monument
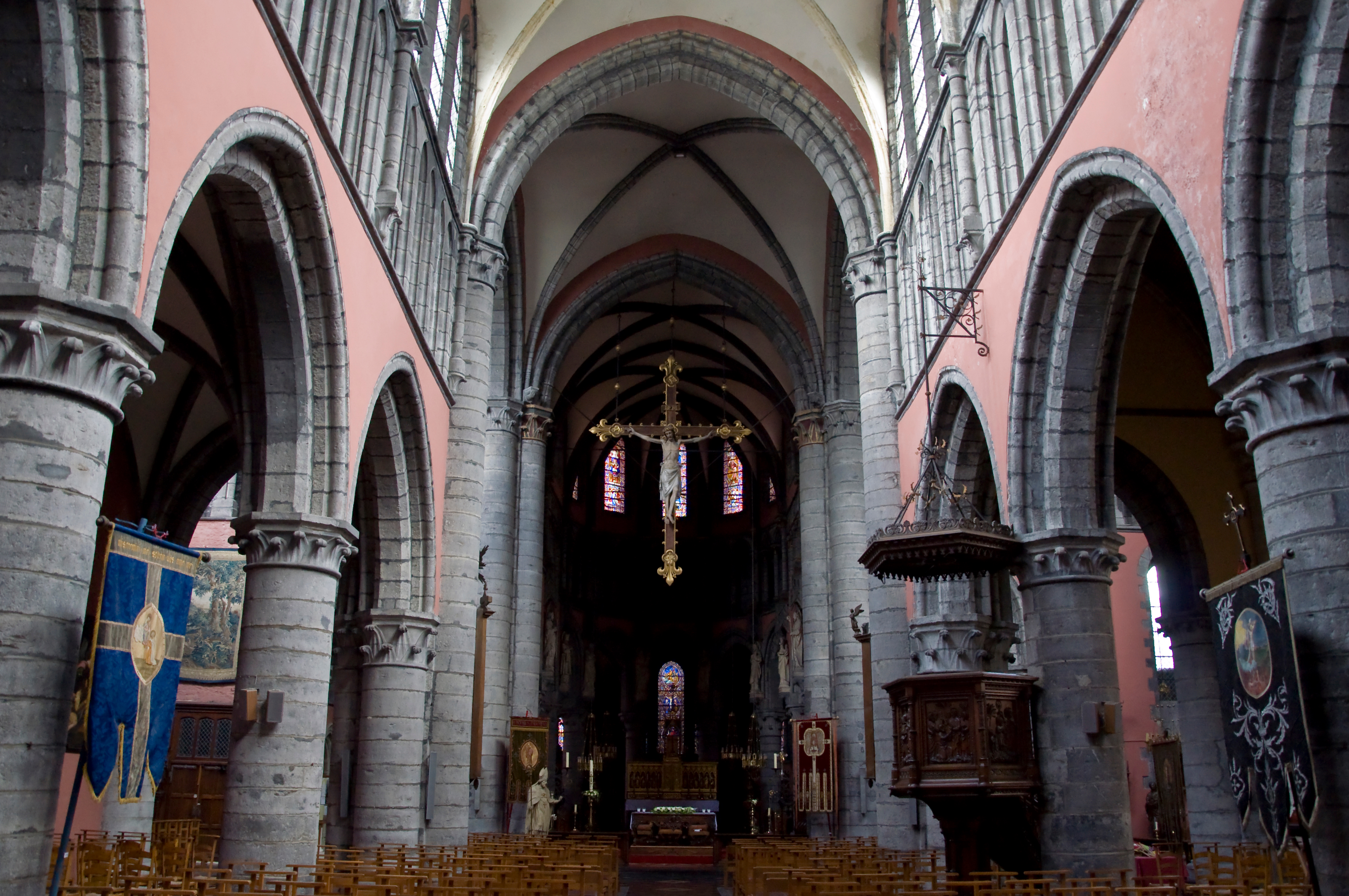
Het schip van de kerk
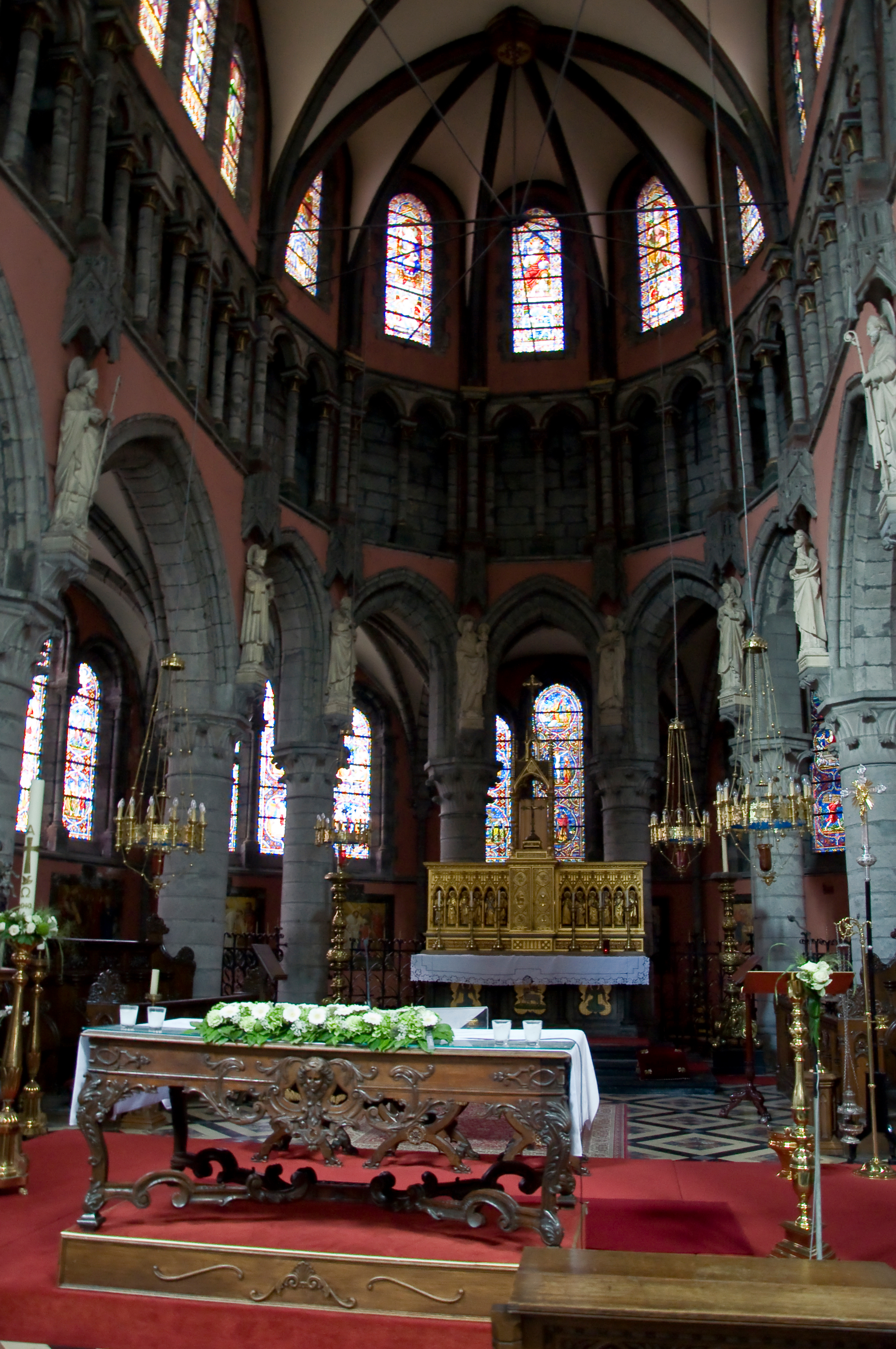
Het priesterkoor
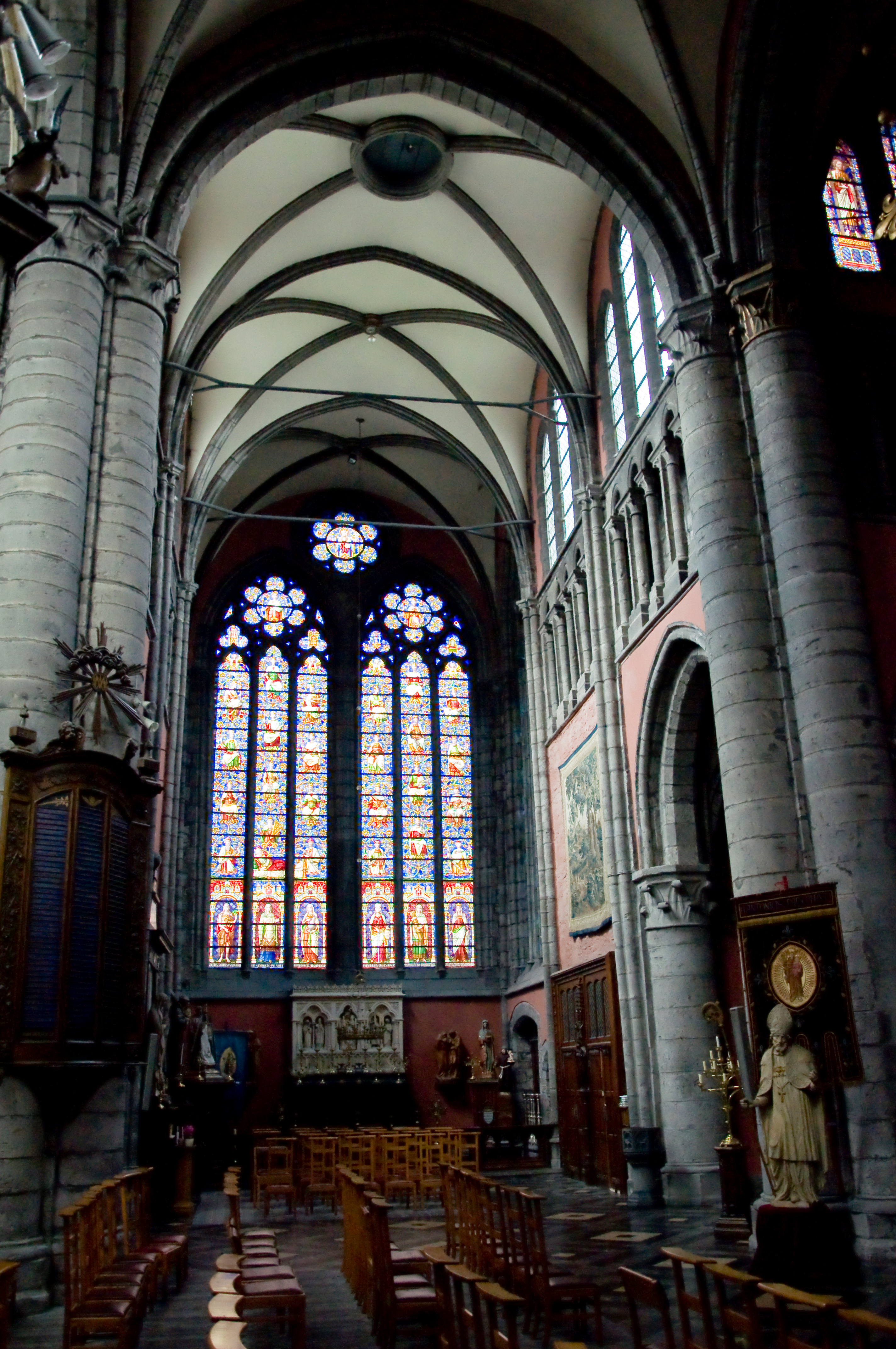
Het noordwestelijk transept

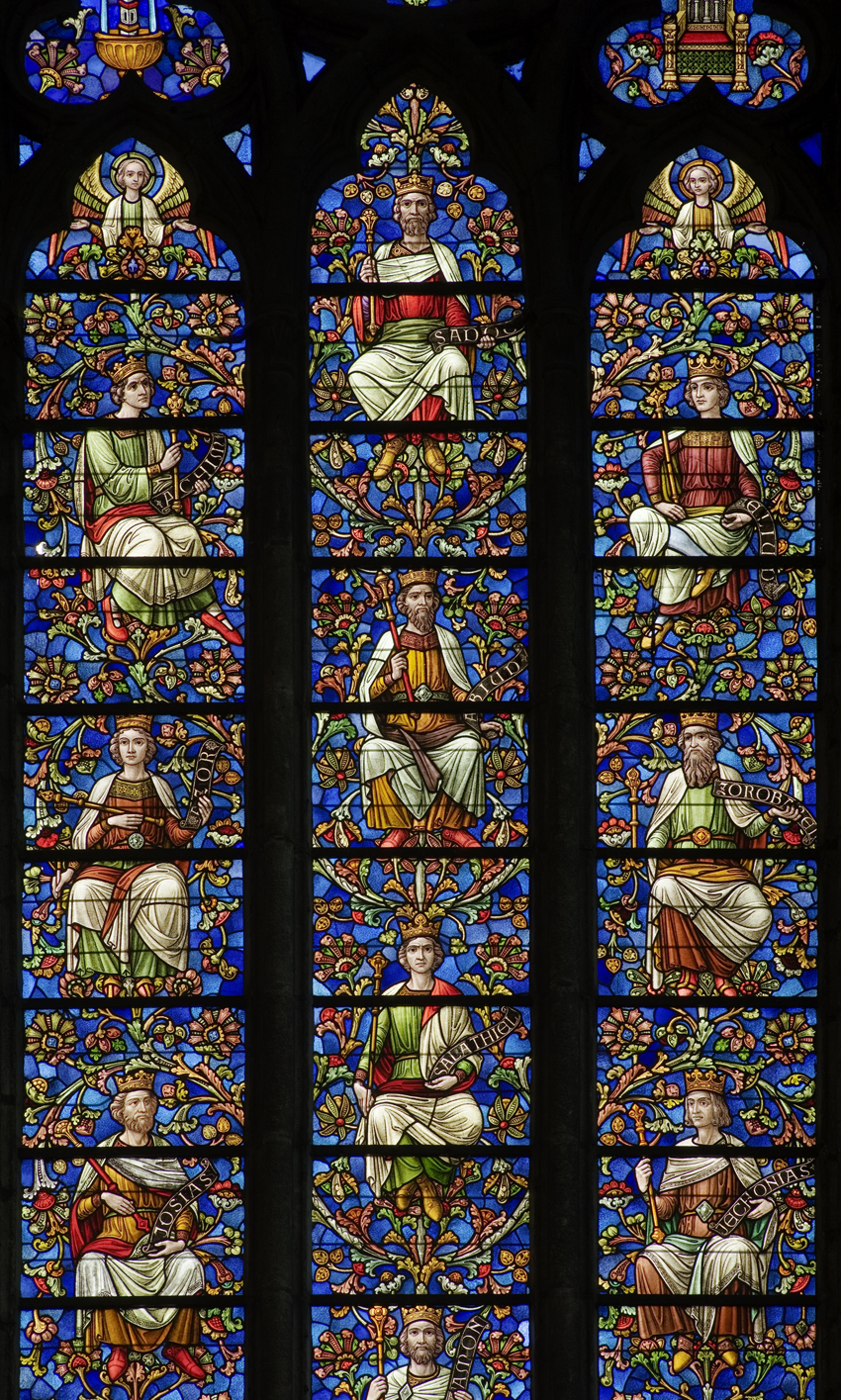
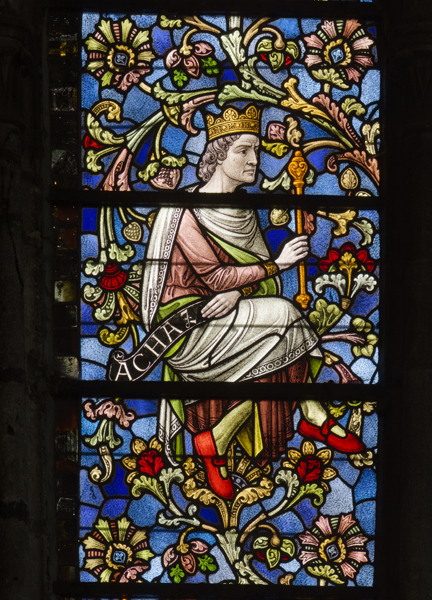
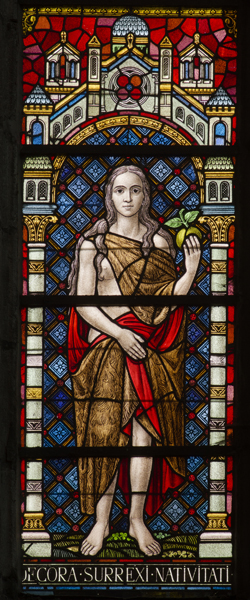
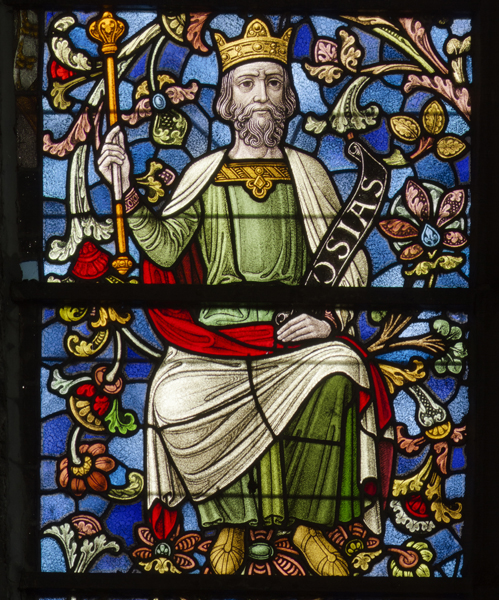
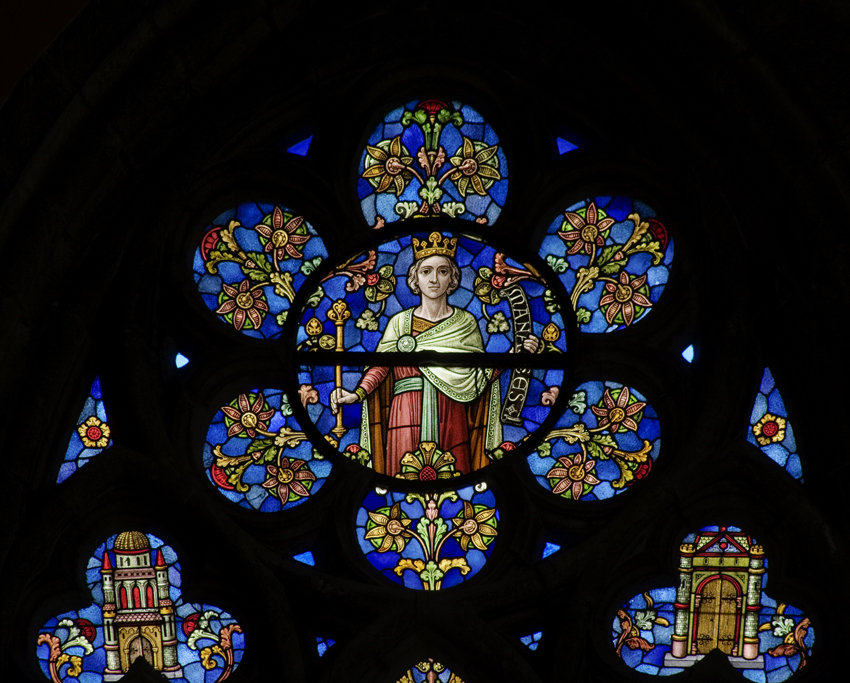